# Sanglantes Moissons
Pour les articles homonymes, voir Moissons sanglantes.
Sanglantes Moissons : la collectivisation des terres en URSS est un livre de 1986 de l'historien britannique Robert Conquest publié par Oxford University Press. Il est écrit avec l'aide de l'historien James Mace (en), chercheur au Harvard Ukrainian Research Institute (en). Conquest écrit le livre afin « d'enregistrer dans la conscience publique de l'Occident une connaissance et un sentiment d'événements majeurs, impliquant des millions de personnes et des millions de morts, qui ont eu lieu dans la mémoire vivante ».
Le livre traite de la collectivisation de l'agriculture en 1929-1931 en Ukraine et ailleurs en Union soviétique sous Joseph Staline, et de la famine soviétique de 1932-1933 et de l'Holodomor qui en résulte. Des millions de paysans meurent de faim, sont déportés dans des camps de travail ou exécutés. La thèse de Conquest est qu'il s'agit d'un génocide de la population ukrainienne,.
Sanglantes moissons remporte le prix Antonovych en 1987 et le prix national Shevchenko en 1994.

## Contexte
En 1981, le Harvard Ukrainian Research Institute approche Conquest pour lui proposer un livre sur la famine de 1932-1933. L'Association nationale ukrainienne (en), un groupe basé au New Jersey avec une tradition d'extrême-droite (son journal Svoboda (en) est interdit au Canada pendant la Seconde Guerre mondiale pour ses sympathies pro-allemandes), finance le travail à hauteur de 80 000 $. La subvention est destinée aux dépenses de recherche de Conquest, y compris l'aide de l'historien James Mace, boursier de l'institut et protégé de Conquest,. En acceptant le parrainage, Conquest est perçu comme influencé par les Ukrainiens. En réponse à ces affirmations, il déclare : « Je n'ai pas fait le livre spécifiquement sur l'Ukraine. Environ la moitié du livre est du côté non ukrainien, le reste de la paysannerie soviétique - il y a un chapitre entier sur les Kazakhs, par exemple. Les sponsors n'ont fait aucune tentative pour suggérer ce que je devrais écrire. En fait, j'ai des ennuis avec certains d'entre eux pour avoir refusé de laisser tomber le "the" de "the Ukraine ».
Le Congrès des États-Unis travaille à la notoriété de l'Holodomor et crée la Commission américaine sur la famine en Ukraine (en), qui est autorisée en 1985 et dirigée par James Mace. La commission mène des recherches d'archives et d'histoire orale dans le cadre d'une subvention du Congrès de 382 000 $, conduisant à la conclusion d'un rapport final en 1988 selon laquelle « Joseph Staline et ceux qui l'entouraient ont commis un génocide contre les Ukrainiens en 1932-1933 ». Les recherches de Mace constituent la base du livre de Conquest.
Sanglantes moissons veut faire passer un message clair : si les anciens dirigeants soviétiques sont des complices directs d'une famine artificielle et que les jeunes dirigeants aujourd'hui justifient encore une telle procédure, alors ils pourraient être prêts à tuer des dizaines de millions d'étrangers ou ) subir la perte de millions de leurs propres sujets dans une guerre. Conquest commente : « Je ne pense pas qu'ils veuillent faire exploser les populations occidentales. Mais s'ils venaient en Amérique et imposaient le système de fermes collectives, alors ils pourraient bien organiser une famine » .

## Accueil
Selon David R. Marples (en), le livre montre les divisions dans la recherche occidentale sur le sujet. Marples écrit que le livre de Conquest a été « généralement bien accueilli bien que Conquest ait admis par la suite qu'il avait manqué de sources pour confirmer ses estimations du nombre de morts ». L'historien Ronald Grigor Suny (en) commente que l'estimation de Conquest pour les décès dus à la famine est presque le quadruple de celle de nombreux spécialistes.
Dans une critique de 1987 pour le Population and Development Review (en), LA Kosiński le décrit comme un « livre soigneusement recherché et basé sur une variété de sources - y compris des témoignages, des lettres, des documents officiels soviétiques et des communiqués de presse, des rapports et des analyses d'érudits soviétiques et étrangers., et la fiction soviétique ». Selon Kosiński, Conquest « présente l'histoire choquante d'une "révolution par le haut", pour reprendre les mots de Staline, qui a secoué la société soviétique et laissé un impact de longue date ». Le récit de Conquest des événements est celui d'une « guerre déclarée par un régime arrogant et révolutionnaire contre la paysannerie et contre certaines communautés nationales du pays (principalement des Ukrainiens et des Kazakhs), aboutissant à la victoire totale du pouvoir central à un coût exorbitant ».
La thèse de Conquest selon laquelle la famine constituait un génocide et a été délibérément infligée est controversée et fait partie des débats en cours sur la question du génocide de l'Holodomor, Vladimir N. Brovkin décrit l'ouvrage dans une critique de 1987 pour Harvard Ukrainian Studies comme un défi à « l'école révisionniste » des historiens et Alexander Nove déclare que « la campagne ukrainienne a terriblement souffert, mais Conquest semble enclin à accepter le mythe nationaliste ukrainien ».
Acceptant largement cette thèse, Geoffrey A. Hosking écrit que « les recherches de Conquest établissent sans aucun doute, cependant, que la famine y a été délibérément infligée [en Ukraine] pour des raisons ethniques - cela a été fait dans le but de saper la nation ukrainienne ». Peter Wiles de la London School of Economics déclare que Conquest a « adopté le point de vue des exilés ukrainiens [sur les origines de la famine de 1932–33], et persuadé ce critique ».
Craig Whitney est en désaccord avec sa thèse et déclare dans The New York Times Book Review que « [l]e témoignage peut être fiable, mais beaucoup plus discutable est la thèse selon laquelle la famine était spécifiquement destinée à être un instrument de génocide contre l'Ukraine. . L'implication claire de ce livre est que l'auteur a pris le parti de ses sources ukrainiennes sur cette question, même si une grande partie de ses preuves ne le soutiennent pas bien ».Tout en écrivant un avis généralement positif sur le livre, Nove a écrit que « la majorité de ceux qui sont morts dans la famine étaient des paysans ukrainiens, ce n'est pas contesté. Mais sont-ils morts parce qu'ils étaient paysans ou parce qu'ils étaient Ukrainiens ? Comme le souligne Conquest lui-même, le plus grand nombre de victimes étaient proportionnellement en fait des Kazakhs, et personne n'a attribué cela aux opinions anti-kazakhes de Staline. ».
Marples déclare: « Hiroaki Kuromiya note que ceux qui examinent la famine d'un point de vue général soviétique minimisent tout facteur ukrainien spécifique, tandis que les spécialistes de l'Ukraine soutiennent généralement le concept d'une famine génocidaire. ». Il que les principaux opposants de la thèse du génocide sont R. W. Davies (en) et Stephen G. Wheatcroft. Marple cite une lettre envoyée par Conquest à Davies et Wheatrcroft déclarant qu'« il ne croit pas que Staline ait délibérément infligé la famine de 1933 ».

## Critique
Dans un article de 1988 pour The Village Voice intitulé « In Search of a Soviet Holocaust », le journaliste d'investigation américain Jeff Coplon accusé Conquest d'avoir abusé des sources dans son livre. Coplon écrit que Conquest « tisse sa terreur-famine à partir de récits d'émigrés invérifiables (et notoirement biaisés) (...) Black Deeds of the Kremlin, une pièce d'époque publiée par des émigrés ukrainiens en 1953, fait l'objet de pas moins de 145 notes de bas de page. Conquest peut être habilement sélectif lorsque cela convient à son objectif. Il emprunte beaucoup à The Education of a True Believer de Lev Kopelev, mais ignore ce dernier lorsqu'il évoque des villages ukrainiens relativement épargnés par la famine ou les efforts de secours d'un conseil de village communiste. » Coplon soutient que Conquest estime sept millions de décès dus à la famine, dont six millions d'Ukrainiens, sans annexe pour expliquer sa méthodologie. Sergei Maksudov, un chercheur émigré soviétique très cité par Conquest, conclut que la famine a causé 3,5 millions de décès prématurés en Ukraine - 700 000 en raison de la famine et le reste de maladies dues à la malnutrition. Dans une lettre aux éditeurs, Conquest affirme que l'article est faux et absurde.
Coplon rapporte que des soviétologues accusent Conquest de « chercher un nouvel holocauste ». Ils soutiennent qu'il ne s'agit pas d'un génocide et soulignent que la famine soviétique de 1932-1933 n'est pas confinée à l'Ukraine, qu'elle atteint profondément la Tchernoziomie, que Joseph Staline a beaucoup moins de contrôle sur la collectivisation qu'on ne le pense généralement, et que les chefs de district radicaux édictent leurs propres règles. Selon Alexander Dallin de l'université de Stanford, « [il] n'y a aucune preuve que cela ait intentionnellement visé les Ukrainiens. Ce serait totalement en contradiction avec ce que nous savons - cela n'a aucun sens. ». Selon Moshe Lewin de l'université de Pennsylvanie, « C'est des conneries, à jeter. Je suis un anti-stalinien, mais je ne vois pas en quoi cette campagne [du génocide] ajoute à nos connaissances. C'est ajouter des horreurs, ajouter des horreurs, jusqu'à ce que cela devienne une pathologie. ». Lynne Viola déclare « la rejeter absolument. Au nom de quoi ce gouvernement paranoïaque produirait-il consciemment une famine alors qu'il était terrifié par la guerre [avec l'Allemagne] ? » Roberta T. Manning du Boston College fait valoir que Conquest est « très mauvais pour faire de la recherche. Il abuse des sources, il tord tout ».
- 933